# Thunder (보이스 라이크 걸스의 노래)
"Thunder"은 보이즈 라이크 걸즈의 데뷔 음반인 Boys Like Girls의 세 번째 싱글이다.

## 순위
| 순위 (2008년)      | 최고 순위 |
| ------------------ | --------- |
| U.S. 빌보드 핫 100 | 76        |
| U.S. 빌보드 팝 100 | 32        |
| U.S. 빌보드 톱 40  | 22        |